# Divizia A 1968-1969
La Divizia A 1968-1969 è stata la 51ª edizione della massima serie del campionato di calcio rumeno, disputato tra il 11 agosto 1968 e il 15 giugno 1969 e si concluse con la vittoria finale del UTA Arad, al suo quinto titolo.
Capocannoniere del torneo fu Florea Dumitrache (Dinamo București), con 22 reti.

## Formula
Le squadre partecipanti passarono da 14 a 16 e disputarono un turno di andata e ritorno per un totale di trenta partite con le ultime due retrocesse in Divizia B.
Le qualificate alle coppe europee furono quattro: la vincente alla coppa dei Campioni 1969-1970, la vincente della coppa di Romania alla coppa delle Coppe 1969-1970 e due ulteriori squadre alla Coppa delle Fiere 1969-1970.

## Squadre partecipanti
| Club                  | Città       | Stadio | Posizione 1967-1968 |
| --------------------- | ----------- | ------ | ------------------- |
| Steaua Bucarest       | Bucarest    |        | Campione di Romania |
| ASA Târgu Mureș       | Târgu Mureș |        | 12°                 |
| Farul Constanța       | Costanza    |        | 7°                  |
| Rapid Bucarest        | Bucarest    |        | 9°                  |
| Dinamo Bucarest       | Bucarest    |        | 3°                  |
| Crișul Oradea         | Oradea      |        | Divizia B           |
| UTA Arad              | Arad        |        | 4°                  |
| Universitatea Craiova | Craiova     |        | 11°                 |
| FC Argeș Pitești      | Pitești     |        | 2°                  |
| Universitatea Cluj    | Cluj Napoca |        | 10°                 |
| Petrolul Ploiești     | Ploiești    |        | 5°                  |
| Jiul Petroșani        | Petroșani   |        | 8°                  |
| Dinamo Bacău          | Bacău       |        | 6°                  |
| Progresul București   | Bucarest    |        | 13°                 |
| Politehnica Iași      | Iași        |        | Divizia B           |
| Vagonul Arad          | Arad        |        | Divizia B           |

## Classifica finale
|    | Classifica            | G  | V  | N | P  | GF | GS | Dif | Pt |
| -- | --------------------- | -- | -- | - | -- | -- | -- | --- | -- |
| 1  | UTA Arad              | 30 | 17 | 4 | 9  | 50 | 27 | +23 | 38 |
| 2  | Dinamo București      | 30 | 15 | 5 | 10 | 55 | 33 | +22 | 35 |
| 3  | Rapid București       | 30 | 14 | 6 | 10 | 41 | 33 | +8  | 34 |
| 4  | Steaua București      | 30 | 14 | 5 | 11 | 50 | 38 | +12 | 33 |
| 5  | Dinamo Bacău          | 30 | 13 | 7 | 10 | 31 | 28 | +3  | 33 |
| 6  | Jiul Petroșani        | 30 | 13 | 5 | 12 | 35 | 32 | +3  | 31 |
| 7  | Universitatea Craiova | 30 | 14 | 3 | 13 | 45 | 47 | -2  | 31 |
| 8  | U Cluj                | 30 | 13 | 4 | 13 | 47 | 39 | +8  | 30 |
| 9  | Farul Constanța       | 30 | 13 | 3 | 14 | 35 | 43 | -8  | 29 |
| 10 | Crișul Oradea         | 30 | 10 | 8 | 12 | 36 | 33 | +3  | 28 |
| 11 | Politehnica Iași      | 30 | 12 | 4 | 14 | 31 | 42 | -11 | 28 |
| 12 | FC Argeș Pitești      | 30 | 13 | 1 | 16 | 38 | 44 | -6  | 27 |
| 13 | Petrolul Ploiești     | 30 | 12 | 3 | 15 | 30 | 41 | -11 | 27 |
| 14 | ASA Târgu Mureș       | 30 | 12 | 3 | 15 | 32 | 47 | -15 | 27 |
| 15 | Progresul București   | 30 | 9  | 8 | 13 | 30 | 39 | -9  | 26 |
| 16 | Vagonul Arad          | 30 | 10 | 3 | 17 | 40 | 60 | -20 | 23 |

### Verdetti
- UTA Arad Campione di Romania 1968-69.
- Progresul București e Vagonul Arad retrocesse in Divizia B.

### Qualificazioni alle Coppe europee
- Coppa dei Campioni 1969-1970: UTA Arad qualificato.